# Stockholm (stad), Wisconsin
Ej att förväxla med samhället Stockholm, Wisconsin.
Stockholm är en stad i Pepin County i Wisconsin, USA. Folkmängden uppgick år 2020 till 218 invånare. Inom stadens administrativa gränser ligger samhället Stockholm.

## Historia
1854 kom över 200 migranter hit från Bjurtjärn, i Värmland, Sverige. Platsen namngavs Stockholm av svenska emigranter. De första 20 åren levde man bland annat av fiske vid Pepinsjön. Is-industrin började då Burlington Railroad-sträckan genom Stockholm stod färdig. Stockholm blev den enda plats vid Lake Pepin där is transporterades till större städer.

### Fotnoter
1. ↑  United States Census Bureau (red.), USA:s folkräkning 2020, läs online, läst: 1 januari 2022.[källa från Wikidata]
2. ↑  Bjurtjärn Arkiverad 9 mars 2012 hämtat från the Wayback Machine.
3. ↑  ”Destination: Stockholm (Midwest Weekends)”. Arkiverad från originalet den 4 juli 2013. https://web.archive.org/web/20130704025001/http://www.midwestweekends.com/plan_a_trip/history_heritage/heritage_travel/stockholm_lake_pepin.html. Läst 26 april 2013.